# Jean-Marie Drot
Jean-Marie Drot (* 2. März 1929 in Nancy, Département Meurthe-et-Moselle; † 23. September 2015 in Chatou) war ein französischer Schriftsteller und Filmregisseur.

## Leben
Von 1985 bis 1994 war er als Nachfolger von Jean Leymarie Direktor der Académie de France à Rome. Als Autor schrieb er mehrere Bücher. Als Filmregisseur drehte er mehrere Dokumentarfilme. Insbesondere für seine Filmdokumentationen über das Leben im Stadtteil Montparnasse in Paris ist er bekannt.

## Werke (Auswahl)

### Bücher
- Rupture, Aléas, 2010
- La Longue Nuit de Bibemus, Les Éditions de Paris, 2009, ISBN 9782846211192.
- La Maison d’en face, Les Éditions de Paris, 2007 (ISBN|9782846210945)
- L’Île, Les Éditions de Paris, 2006 (ISBN|2846210837)
- Femmes hostie, Gallilée 2006, ISBN 2718605421.
- Dictionnaire vagabond, Plon 2003, ISBN 2259190324.
- Femme Lumière, Deleatur 2000, ISBN 2868070922.
- Les Heures chaudes de Montparnasse, avec Dominique Polad-Hardouin, Hazan, 1999
- Le Retour d’Ulysse manchot, Julliard 1990, ISBN 2260007414.
- Joseph Delteil, prophète de l’an 2000, Imago, 1990
- Voyage au pays des naïfs, Hatier, 1986
- L’Enfant fusillé, Galilée, 1985
- Le Frangipanier de Féline, Galilée, 1984
- Journal de voyage chez les peintres de la fête et du vaudou en Haïti, Couleur de vie, 1974

### Filme
- Les heures chaudes de Montparnasse (Die heißen Stunden am Montparnasse), Dokumentarserie, gefilmt im Jahre 1962, 1987 neu überarbeitet
- « Jeux d'échecs »(gemeinschaftlich mit Marcel Duchamp), RTF, 1963
- Un homme fou fou de poésie, Portrait von Pierre Seghers, 4 Filme, jeweils 52 Minuten, ORTF, produziert 1974
- Journal de voyage avec André Malraux (Journal von einer Reise mit André Malraux), Dokumentarserie von 13 Folgen, jeweils 52 Minuten, produziert 1974–1975
- Un homme parmi les hommes : Alberto Giacometti (A Mann zwischen Männern: Alberto Giacometti)